# فرن هولندي
أواني حديد الزهر وقد تسمى

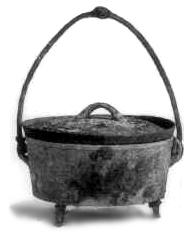
إناء من حديد الزهر، تاريخه من عام 1890 م

الأفران الهولندية (لكثرة انتشارها في هولندا) هي أواني معدنية سميكة الجدران مصنوع عادة من الحديد الزهر مع غطاء دائري ضيق.
خاص لأغراض الطهي للطعام وكانت تستخدم لأغراض القلي والخبز على نار مفتوحة وداخل التنور. وتُصنع أواني حديد الزهر الحديثة من الألومنيوم، ولكنها كانت تُصنَع في الماضي من الحديد الزهر وكانت ذات غطاء دائري. وكان هذا القدْرُ يوضع على الفحم الحجري. وكان الفحم الحجري يوضع أيضًا على الغطاء. وتدعى الأفران الحجرية ومواقد النيران والمداخن باسم أواني حديد الزهر.

## تاريخ أواني حديد الزهر
في أواخر عام 1600، بدأ أنتاج المعادن الهولندية باستخدام الرمال الجافة الهولندية لصنع قوالب يسمح بواسطتها للأواني بلحصول على أكثر سلاسة ونعومة للسطح, لذلك، تم تصدير أواني الطبخ المعدنية التي تنتج في هولندا إلى بريطانيا وعدة دول أوربية أخرى.
وفي عام 1704، قرر الإنجليزي أبراهام داربي أن يذهب إلى هولندا لدراسة النظام الهولندي لتصنيع الفرن الهولندي، وبعد أربع سنوات عاد إلى إنجلترا وحصل على براءة اختراع في عملية أنتاج الأواني مماثلة إلى الفرن الهولندي وبدأ إنتاج الأواني المعدنية في بريطانيا.

## أنواع أواني حديد الزهر

### أواني حديد الزهر القديمة
قدر معدني هولندي على ثلاث أرجل مع سلك بمقابض .

### أواني حديد الزهر الجديدة

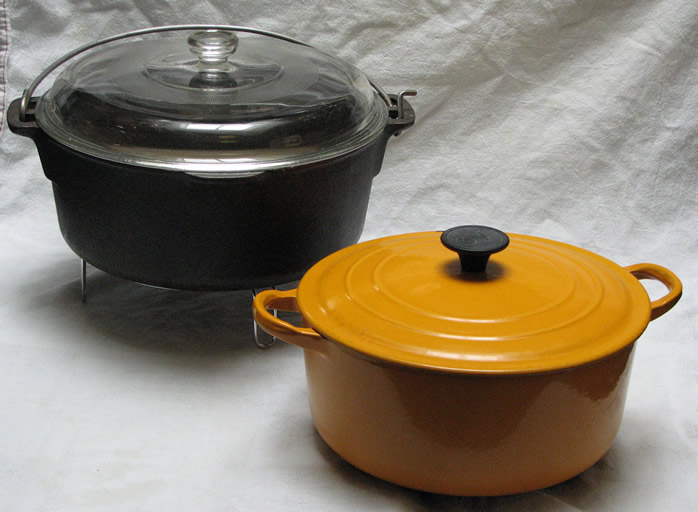
أنواع من أواني حديد الزهر الحديثة.

أواني حديد الزهر الحديثة مصممة للاستخدام على مواقد الغاز الحديثة على نحو سلس وعادة ما تكون ذات قاعدة مصقولة، كما ظهرت أنواع من أواني حديد الزهروصفت بـ «الأفران الفرنسية» تتميز بتصاميمها الجديدة وفن الطلاء والزخرفة، كذلك في المملكة المتحدة ظهرت زخارف جديدة ومميزة أختلفت باختلاف المصانع المنتجة لأواني حديد الزهر وظهرت موخراً مصنوعة من الألومنيوم أو الخزف.